# University of Lethbridge
University of Lethbridge är ett universitet i Kanada.   Det ligger i provinsen Alberta, i den södra delen av landet, 2 800 km väster om huvudstaden Ottawa. 